# Fabian Gottlieb von der Osten-Sacken

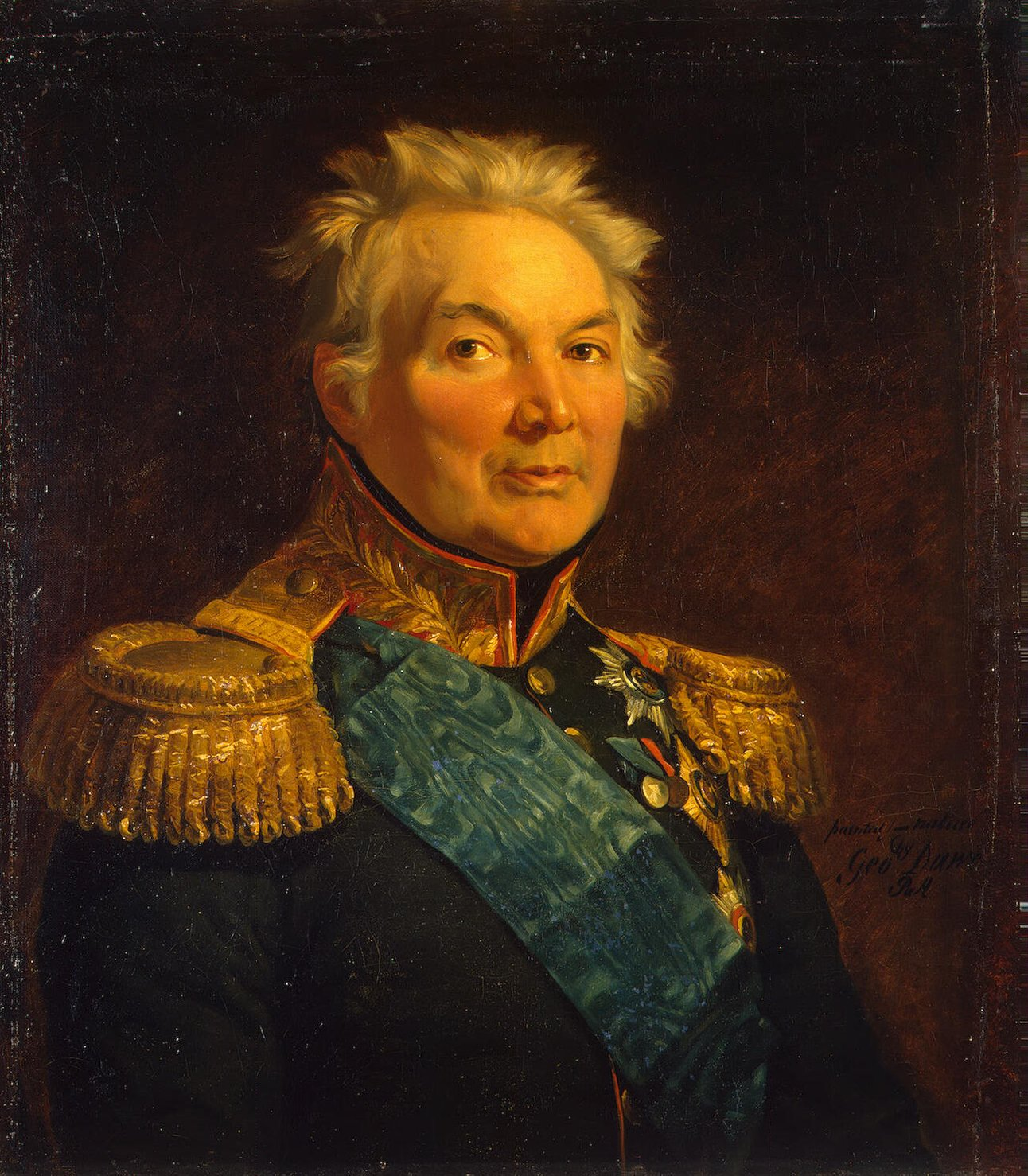
Fabian Gottlieb von der Osten-Sacken

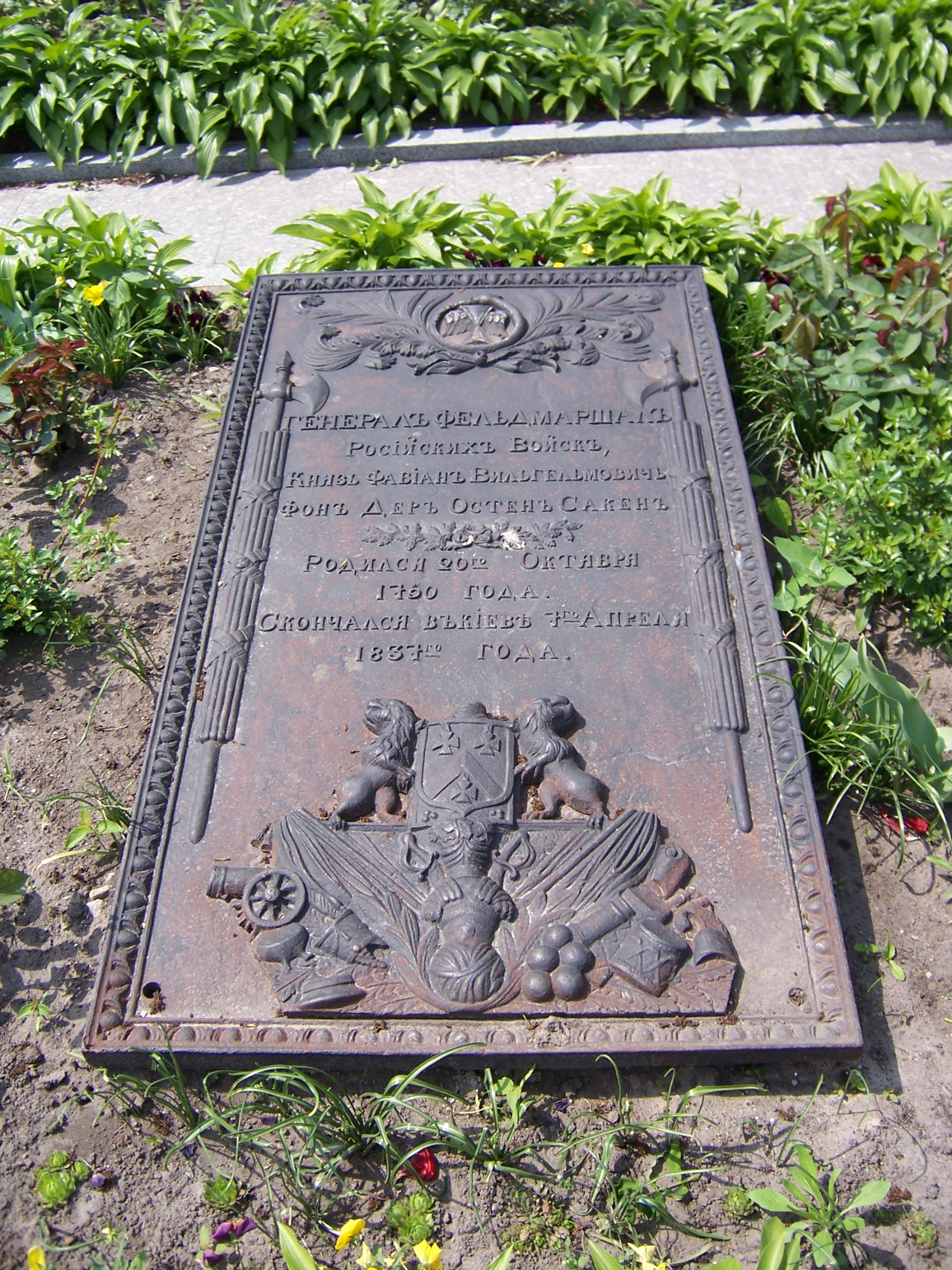
Grab Fabian Gottlieb von der Osten-Sackens, Friedhof der Kirche der Geburt der Jungfrau Maria, Kiewer Höhlenkloster (Ukraine)

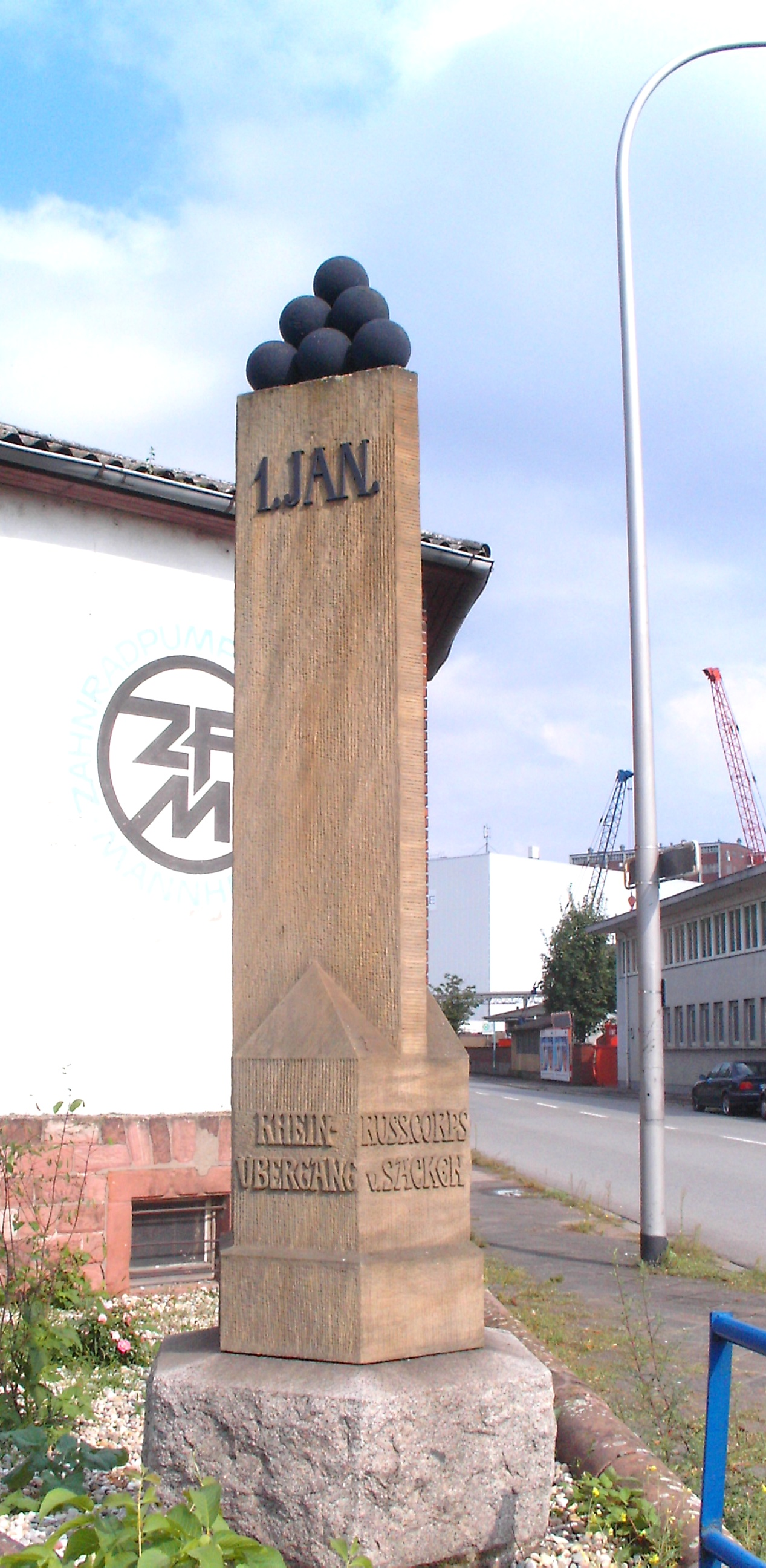
Mannheim, Denkmal an den Rheinübergang des russischen Korps unter General von der Osten-Sacken, am 1. Januar 1814

Fürst Fabian Gottlieb von der Osten-Sacken (russisch Фабиан Вильгельмович Остен-Сакен; * 20. Oktoberjul. / 31. Oktober 1752greg. in Reval; † 7. Apriljul. / 19. April 1837greg. in Kiew) war ein deutsch-baltischer Feldmarschall der russischen Armee.

## Leben
Fabian von der Osten-Sacken entstammte dem in Estland und Livland ansässigen Adelsgeschlecht von der Osten-Sacken. Er war der Sohn des russischen Kapitäns Wilhelm Ferdinand von der Osten-Sacken († 1754) und der Hedwig Eleonore von Udam († 1778).
Osten-Sacken nahm in seiner frühen Militärkarriere an den Kriegen gegen Polen und gegen das Osmanische Reich teil und zeichnete sich schon 1769 bei der Erstürmung von Chotyn aus. Er nahm unter dem Kommando von General Suworow am Russisch-Türkischen Krieg von 1787–1791 teil und zeichnete sich 1790 bei der Erstürmung von Ismajil aus. Am 28. September 1797 wurde er zum Generalmajor und am 11. Juli 1799 zum Generalleutnant befördert. Im Zweiten Koalitionskrieg begleitete er das Korps des Generals Rimski-Korsakow in den Westen und fiel er während in der Ersten Schlacht von Zürich in französische Gefangenschaft. General Sacken kehrte erst 1801 nach Russland zurück und führte dann unter General Bennigsen eine Division bei Pultusk (1806) und Preußisch Eylau (1807). Er wurde dann wegen Ungehorsams beschuldigt und vor ein Militärgericht gestellt und seines Kommandos suspendiert. Erst 1812 wurde auf Befehl des Oberkommandos die Untersuchung gegen seine Person eingestellt, zudem rehabilitiert erhielt er das Kommando eines Korps der in Wolhynien operierenden Armee des Generals Tormasow. In den Befreiungskriegen befehligte er das russische Kontingent der Schlesischen Armee unter dem Oberbefehl des preußischen Feldmarschall von Blücher. Im Herbstfeldzug von 1813 kämpften seine Truppen in der Schlacht an der Katzbach. Als Kommandeur des russischen 11. Korps wurde er am 30. August zum General der Infanterie befördert und nahm auch an der Schlacht bei Leipzig teil. Im Frühjahrsfeldzug von 1814 rückte er mit Blücher in Frankreich ein, nahm an der Schlacht von Schlacht bei Brienne teil und siegte in der Schlacht bei La Rothière. Bei Montmirail wurde er jedoch geschlagen. Nach der Einnahme von Paris wurde er Generalgouverneur dieser Stadt. 
Nach dem Tod seines ehemaligen Vorgesetzten Barclay de Tolly übernahm er im Mai 1818 das Kommando über die 1. Armee und wurde am 22. August 1826 zum Feldmarschall ernannt. 1830 hatte er den Oberbefehl der Südarmee am Pruth und unterdrückte 1831 den polnischen Aufstand in Volhynien und Podolien.
1821 wurde Osten-Sacken in den russischen Grafen- und 1832 in den Fürstenstand erhoben.
Fabian Gottlieb Fürst von der Osten-Sacken starb am 19. April 1837 in Kiew. Sein Grab befindet sich im Kiewer Höhlenkloster.
Er wurde mit dem russischen St. Andreas-Orden, dem preußischen Schwarzen Adlerorden und dem Kommandeurkreuz des österreichischen Maria-Theresia-Ordens ausgezeichnet.
In Mannheim (Friesenheimer Straße) erinnert ein Denkmal an den dortigen Rheinübergang des russischen Korps von der Osten-Sacken, am 1. Januar 1814.